# Now I Got Worry
Now I Got Worry è un album discografico del gruppo musicale statunitense Jon Spencer Blues Explosion, pubblicato nel 1996 dalla Mute Records.

## Tracce
Testi e musiche di Jon Spencer Blues Explosion.
1. Skunk – 2:39
2. Identify – 1:08
3. Wail – 3:09
4. Fuck Shit Up – 3:08 (Dub Narcotic)
5. 2Kindsa Love – 3:02
6. Love All of Me – 1:58
7. Chicken Dog – 3:01 (Jon Spencer Blues Explosion, Rufus Thomas)
8. Rocketship – 3:14
9. Dynamite Lover – 2:58
10. Hot Shot – 2:09
11. Can't Stop – 2:53 (Jon Spencer Blues Explosion, Mark Ramos Nishita)
12. Firefly Child – 3:24
13. Eyeballin – 3:17
14. R.L. Got Soul – 4:05
15. Get Over Here – 2:09
16. Sticky – 2:54

## Formazione

### Gruppo
- Judah Bauer - chitarra e voce
- Russell Simins - batteria
- Jon Spencer - voce e chitarra

### Altri musicisti
- Mark Ramos Nishita - clavinet (ChickenDog), pianoforte (Can't Stop) e organo (Firefly Child)
- Rufus Thomas - voce (ChickenDog)
- Justin Berry - sax (Firefly Child)
- Thermos Malling - bang (2Kindsa Love, Sticky)